# ダーティ・松本
ダーティ・松本（ダーティ・まつもと）は、 日本の漫画家。成人向け漫画を主に執筆している。
ダーティー・松本、ダーティー松本、ダーティ松本など表記ブレが多いが本人も明言しているようにダーティ・松本が正しい。DCプロジェクト通販の口座名義もダーティ・松本である。久保書店から発売されている単行本は、最初に”ダーティ松本”と間違った表記をしてしまい、以後の刊行物もそれと合わせるためあえてそのままになっている。

## 経歴
熊本県熊本市出身、熊本市立川尻小学校、熊本大学教育学部附属中学校を経て、熊本県立熊本高等学校に入学。1970年（昭和45年）にさいとう・プロダクションに入社するが半年ほどで退社。肉体労働のアルバイター生活と青年劇画誌へ持ち込みを経て、実話雑誌に短篇の成人向け漫画を描き始めたのち、1975年（昭和50年）頃から辰巳出版の「漫画ダイナマイト」で本格的に成人向け漫画家としての活動を始める。1977年（昭和52年）、久保書店から初の単行本『肉の奴隷人形』（解説 高取英）刊行。
1980年（昭和55年）には「JUNE」増刊として作品集『美少女たちの宴』を出版、その短編集をもとに映画『セックスハンター 性狩人』（監督・池田敏春）が製作された 。1990年代前半には松本美蝶名義でレディースコミックでも執筆。また、1994年（平成6年）以降、コミックマーケットに参加するなど同人誌活動も行なっている。
1978年には「堕天使たちの狂宴」が連載されていた「漫画エロジェニカ」が刑法175条（わいせつ図画頒布）で摘発され、2016年には早見純と三条友美との共著『劇画あまとりあ』が東京都不健全図書に指定された。

## 評価
『アートコレクター』2010年12月号に『会田誠さんの気になるエロ作家』としてダーティ・松本をチョイス　「いわゆる美術ということでは、顔の書き方などうまいかヘタかというとヘタなんだけれど、感情がぐんぐんと出てきて好きです。エロマンガの巨匠のひとりです」と画集「Dancing  Body」の表紙絵とともに紹介されている。
『ヤングサンデー』1995.8.17　空手家・佐竹雅昭が「初めて見てショックを受けたエロマンガ」として「肉の奴隷人形」を取り上げている。
「週刊文春」2003年1月2日＆9日号　各界への大アンケート「わが青春の傑作マンガ・ベスト100」において、みうらじゅんは『巨人の星』などと共に「ダーティ・松本さんには青春期、随分と下の世話を手助けしていただきました」と「ダーティ・松本の白鳥の湖」を選んでいる。
「別冊宝島／日本一のマンガを探せ！」でベスト2000のマンガがセレクトされているが、ダーティ・松本作品では『漫画ソフト』に連載された「淫花蝶の舞踏」が選ばれている。
「斬姦狂死郎」評／「設定、話の展開も彼の作品としてはわかりやすく、お得意のキャラクター創りも相変わらずのサエで、扉に『エロ劇画の常識を破るスーパーヒーローがついに登場！』と謳ってあるのもあながちハッタリとは言えません。人物の描線が依然しっとりと色気を失っていないし、『斬姦狂死郎』の増ページを計れば『劇画悦楽号』はバンバン売れるでしょう」｛ぺあ1985・11｝　塩山芳明著「現代エロ漫画」より
永山薫著「エロマンガ・スタディーズ」／　バレエ、タイツ、レオタード、トゥシューズに対するフェティシズム、男女の性器を交換移植したり、全身に針で糸を通して吊り上げるなど凄まじいアイデアとバイオレンスの奔流。

## 作風
初期の「闇の淫虐師シリーズ」などを含むSM風ハードなエロマンガ路線でスタートし、その延長線として「美少女たちの宴」「性狩人たち」シリーズなどにおいて頂点に達する。
その後、女王様路線として「美蝶」シリーズ、「女王蜂」「メタル・クイーン」シリーズなどを描き、「美蝶」シリーズの学園路線は「斬姦狂死郎 」シリーズや「放課後の熱い祭り」「放課後の媚娼女」などの『抜かずの凶一』シリーズへと繋がっていく。
また同人誌での美少女ものや美少年ものも描くようになり、松本美蝶名義のレディス・コミックにも活動範囲は広がっていく。
それに伴って絵柄も初期の劇画調から中期のエロ劇画にカテゴライズされながらどことなく少女漫画のテイストを感じさせる独特の絵柄が取り入れられた。2000年ころからはCG作画を導入し、過去の作品をデジタル復刻してダーティ・マーケットという自己のHPや全国で唯一書店では中野タコシェにおいてCD-Rで販売も行い、中期の作品までほぼすべて読むことが出来る。 最新の作品も「DCプロジェクト」もしくは「ダーティ・松本」のサークル名で各ダウンロードのサイトにおいてダウンロードして読むことも可能である。

## 著作
- SM漫画誌『漫画ポポ』にて初のシリーズ連載作品「屠殺人シリーズ」は単行本「愛奴狩り」｛久保書店刊｝に収録されている。
- 『漫画ハンター』に「闇の淫虐師」を連載。単行本は5冊刊行され、その後「闇の淫虐師 ベスト新装増補版」「禁書　闇の淫虐師・スペシャル・セレクション」増補新装版　としてまとめられ何度か版を重ねている。
- 「女教師・美蝶」シリーズをミリオン出版にて刊行。のちに久保書店より刊行。
- 「美少女たちの宴」全3巻
- 「性狩人たち」サン出版で刊行されたあと久保書店にて刊行。
- 「放課後の媚娼女」司書房にて上下巻にて刊行されたあと久保書店より完全版として全1冊でまとめて刊行された。
- 「放課後の熱い祭り」司書房にて上下巻にて刊行されたあとミリオン出版にて刊行。のちに久保書店より完全版として全1冊でまとめて刊行された。
- 女装美少年作品集「女装奴隷人形」「女装遊戯倶楽部」「女装　巨乳顔射！」全て久保書店書刊
- バレリーナ作品だけを1冊に集めた「舞姫伝説」久保書店刊
- 全1冊水着マンガのみ収録の「水着女体狩り」久保書店書刊
- 「Dancing  Body」著者唯一のカラー画集、久保書店刊
- 連作『堕天使たちの饗宴』を単行本連載という画期的なスタイルで2008年刊行の単行本「ＳＭ蟻地獄」から10作以上描き続けている。
- 2012年に、初の単行本「肉の奴隷人形」から数えて150冊目となる単行本「闇祭　悦楽千一夜」を記念刊行した。
- 2013年4月　初の個展をカフェ百日紅にて開催。
- 「電脳マヴォ」にて『私説エロマンガ激闘史「エロ魂！』を2014年2月1日よりネット配信開始。
- 初のKindle本「水着美女全集　Vol.1」を2014年3月7日に刊行。
- Kindledeストアにて、デビューの頃から描き続けたバレリーナ絵を集成し2014年3月15日に「バレリーナ　Ballerina　Vol.1」として『クリスタル・スワン　Ｃrystal　Swan』名義で刊行。
- 2015年12月に同人誌として制作された戦争同人誌「Crash クラッシュ」は肉体破壊、戦争、原爆など壮絶なバイオレンスに満ちた作品である。貸本マンガ時代の戦争マンガ「アタック・アクションシリーズ」に魅了されてマンガ家になったという経由で、その作者である南波健二に捧げられている。その本の後書きでは母方の義従兄がベトナム戦争に潜水艦の乗務員として参加、甥が中東での戦争に参加したとある。
- 2016年からエル・ボンデージ制作の同人誌に寄稿して同人誌の共同制作が続いている。望月三起也への追悼で描かれたバイオレンス 活劇「Dirty7」は連作として2018年までに計3本描かれている。
- 2018年には3回目の個展がカフェ百日紅にて行われ、マンガを超えて独自の画業の世界を築きつつある。｛トーキングヘッズ NO.75『秘めごとから覗く世界』より｝

## アシスタント
- 萩原一至[6]
- 鶴田洋久[6]